# Davorin Popović
Davorin Popović (Sarajevo, 23. rujna 1946. – Sarajevo, 18. lipnja 2001.), bosanskohercegovački glazbenik, pjevač benda Indexi.

## Životopis
Davorin Popović rodio se je 23. rujna 1946. godine u Sarajevu u hrvatskoj obitelji od oca Stjepana, uredskog službenika, i Tereze, stomatologice. Po ocu je podrijetlom s otoka Hvara.
Rodnim imenom Davorin, u užem krugu obitelji i prijatelja uvijek je bio Davor. Od milja su ga zvali i Dačo. Nadimak "Pimpek" dobio je još u djetinjstvu zbog jedne male izrasline kraj lijevog uha, i naravno, kao posljedicu čuvene bosanske dosjetljivosti i duhovitih asocijacija. Taj mu je nadimak naprosto bio zalijepljen uz ime, pa je čak i jedan njemački on-line magazin, objavljujući vijest o njegovoj smrti, napisao da je Davorin Popović Pimpek puno rodno ime i prezime pjevača Indexa.
Sam sebe je nazivao pjevačem, obično počinjući svoje priče "Slušaj, da ti pjevač nešto kaže...", ne dajući svojoj ulozi u Indexima, jednako kao smislu svoga života, ni manje ni više od toga, nego samo pjevač. Pa je s vremenom postao pjevač.

### Sportska karijera
Studirao je na Fakultetu političkih nauka u Sarajevu, a od rane mladosti se bavio rukometom i košarkom, a u ovom drugom sportu je bio jedan od najtalentiranijih bekova koje je Sarajevo u to doba imalo. Bio je kapetan Mlade Bosne (kasnije Željezničar) i kao standardni prvotimac odigrao je preko 500 utakmica. Sportom se aktivno prestao baviti 1968. godine.
Popovićeve košarkaške akrobacije prepričavaju se i danas. Kad je reprezentacija bivše Jugoslavije s visinskih priprema došla u Sarajevo, Popović bi došao na pripreme i igrao s reprezentativcima, koje je sluđivao svojim umijećem.

### Glazbena karijera
Za glazbu se zainteresirao u srednjoj školi. Prvi mu se sastav zvao Pauci. Glazbenu karijeru Davorin Popović je počeo u Lutalicama, a Indexima pristupa krajem 1964. godine i zaštitni je znak grupe sve do njezinog kraja 2001. godine.
Kao vokalni solist, ali opet uz potporu matične grupe, objavio je tri albuma: "Svaka je ljubav ista (osim one prave)" (1975.), "S tobom dijelim sve" (1984.) i album istog naziva ali s drugim pjesmama 1995. godine. 
Pjevao je "Žute dunje" za soundtrack filma "Kuduz", a jednom je nastupio i na Eurosongu, 1995. godine, kada je predstavljao Bosnu i Hercegovinu s pjesmom "21. vijek" i zauzeo 19. mjesto. Prije toga je Davorin za Eurosong konkurirao 1967. s Indexima, te kao solist 1993., na prvom samostalnom BH izboru za Pjesmu Europe, kada je pjevao čak tri pjesme – vlastitu, u pjesmi braće Mulahalilović, te u grupi koju su uz njega činili Mahir Paloš, Slobodan Vujović i Željka Katavić. U 80-tim godinama je vrlo često nastupao s Mostarskim kišama, dječjom vokalnom grupom koju je vodio pjesnik Mišo Marić. 
Oženio se 11. siječnja 1991. godine i u braku sa Sanjom ima sina Daria.
Kum je bivšeg košarkaša Bosne Zvonimira Bošnjaka.
Davorin Popović je umro 18. lipnja 2001. u Sarajevu od raka gušterače.
Sahranjen je u Aleji velikana na groblju Bare u Sarajevu.

## Diskografija

### SP
- Ja sam uvijek htio ljudima da dam / Crveno svjetlo (PGP RTB, 1976)

### Albumi
- Svaka je ljubav ista osim one prave (Diskoton, 1976.)
- S tobom dijelim sve (Diskoton, 1984.)
- S tobom dijelim sve (Croatia Records, 1996.)

## Nagrade
Kao član Indexa, dobitnik je Šestoaprilske nagrade grada Sarajeva, koja se dodjeljuje najistaknutijim stvaraocima u svim područjima, te estradne nagrade Jugoslavije.
Godišnja glazbena nagrada u BiH, ustanovljena 2002. godine, u njegovu počast nazvana je Nagrada Davorin, međutim na zahtjev njegove supruge Sanje nagrada je preimenovana u Nagrada Indexi.